# Ferik Katuas 1
Ferik Katuas 1 ist ein osttimoresischer Ort im Suco Leohito (Verwaltungsamt Balibo, Gemeinde Bobonaro). In Karten von 2008 wird der Ort Wiwik genannt, während der Ort Mohak 3 in der westlichen Aldeia Mohak mit „Ferik Katuas“ beschriftet ist.
Ferik Katuas1 liegt in einer Meereshöhe von 476 m im Westen der Aldeia Ferik Katuas. Durch den Ort führt die Hauptstraße, die den Suco durchquert. Westlich befindet sich der Ort Mohak 3, nördlich schließt sich die Siedlung Ferik Katuas 2 an. Im Osten sinkt das Land zum Fluss Talau ab, wobei der Berg Taruik Sese mit 410 m Höhe herausragt. Nach Westen steigt das Land hinter der Straße auf über 500 m an.
In Ferik Katuas1 befinden sich der Sitz der Aldeia und eine Grundschule.